# Хайлвиг фон Липе
Хайлвиг фон Липе (на немски: Heilwig zur Lippe; † сл. 5 март 1369) е благородничка от Липе и чрез женитба графиня на Холщайн-Пинеберг и Шаумбург.
Тя е дъщеря на дъщеря на Симон I фон Липе († 1344) и съпругата му Аделхайд фон Валдек († 1339/1342), дъщеря на граф Хайнрих III фон Валдек († 1267) и Мехтхилд фон Куик-Арнсберг († 1298). Сестра е на Бернхард (1277 – 1341), княжески епископ на Падерборн (1321 – 1341).
Хайлвиг фон Липе умира след 5 март 1369 г. и е погребана в манастир Фишбек.

## Фамилия
Хайлвиг фон Липе се омъжва пр. 25 юли 1322 г. за граф Адолф VII фон Шаумбург (* 1297; † 5 юни 1354), най-възрастният син на граф Адолф VI († 1315) и принцеса Хелена фон Саксония-Лауенбург († сл. 1332). Тя е втората му съпруга. Те имат единадесет деца: 
- Адолф VIII († 1370), граф на Холщайн-Шауенбург (1354 – 1370)
- Герхард II († 1366), епископ на Минден
- Симон († 1361), ерцдякон в Озен
- Ото I († 1404), граф на Шауенбург и Холщайн и Шаумбург, ∞ 25 юни 1368 за Мехтхилд фон Брауншвайг-Люнебург († сл. 1410)
- Бернхард († 1419), каноник в Хамбург
- Хайлвиг († сл. 1330)
- Аделхайд († 1376), ∞ Хайнрих V (IV) фон Щернберг († сл. 1385)
- Мехтилд († сл. 1386), монахиня
- дете
- Анна († 3 януари 1358), ∞ на 6 януари 1338 г. за херцог Йохан I (IV) фон Мекленбург-Щаргард († 1392/1393)
- Елизабет († пр. 30 април 1411)